# Emil Liedstrand
Karl Emil Leonard Liedstrand, född 24 augusti 1889 i Stockholm, död 23 mars 1978 i Täby församling, Stockholms stift var en svensk aktuarie och personhistoriker.
Emil Liedstrand var son till Beda Viktoria Liedstrand. Efter mogenhetsexamen vid Södermalms högre allmänna läroverk 1906 blev han student vid Uppsala universitet och avlade filosofie kandidatexamen där 1908. Liedstrand var 1908-1909 amanuens vid kommerskollegium och 1908-1913 vid Stockholms stads statistiska kontor. Han fortsatte från 1908 samtidigt sina studier vid Stockholms högskola och blev 1912 filosofie licentiat där. Liedstrand blev 1913 tjänsteman i pensionsstyrelsen, var 1914-1916 aktuarie och var därefter 1916 aktuarie och 1917-1924 förste aktuarie i riksförsäkringsanstalten. 1923-1928 var han aktuarie i Löntagarnas livförsäkringsbolag och chefsaktuarie för Sveriges Privatanställdas Pensionskassa (SPP) 1924-1938. Under Liedstrands ledning fick SPP genombrott som den dominerande pensionskassan och principen om oantastbar pension sitt genombrott inom svenskt pensionsväsen. Han var 1938-1942 särskild sakkunnig vid SPP och 1942-1946 biträdande direktör där.
Liedstrand var även 1927 sekreterare i styrelsen för Sveriges kommunalanställdas pensionskassa och VD där 1946-1954, ledamot av kommittén angående nya dödlighetsantaganden för livränteförsäkring 1931-1932, och ledamot av kommittén angående grunder för kollektiv och individuell pensionsförsäkring 1933-1934.